# Jinwon-myeon
Jinwon-myeon (koreanska: 진원면) är en socken i Sydkorea. Den ligger i kommunen Jangseong-gun i provinsen Södra Jeolla, i den södra delen av landet, 250 km söder om huvudstaden Seoul.